# Rosa gymnocarpa
Espèce
Rosa gymnocarpa est une espèce de plantes à fleurs de la famille des Rosaceae. C'est un rosier classé dans la section des Gymnocarpae , originaire d'Amérique du Nord où il pousse spontanément.

## Description
Arbuste épineux haut de 2,5 à 3 mètres, à feuilles de 5 à 9 folioles arrondies, petite fleurs simples rose pâle qui éclosent en juin juillet et sont suivies de petits fruits rouges, lisses, piriformes.